# Aremallapur, Ranibennur
Aremallapur là một làng thuộc tehsil Ranibennur, huyện Haveri, bang Karnataka, Ấn Độ.